# NGC 5441
NGC 5441 في الفهرس العام الجديد، هي مجرة، تقع في كوكبة السلوقيان. اكتشفت في 11 مارس 1828 بواسطة جون هيرشل.

## روابط خارجية
- NGC 5441 على موقع ويكي سكاي: DSS2, SDSS, GALEX, IRAS, Hydrogen α, X-Ray, Astrophoto, Sky Map, Articles and images